# Monasittich
Der Monasittich (Psittacara maugei), auch Puerto-Rico-Sittich, ist eine ausgestorbene Papageienart, die auf der Insel Mona und vermutlich auf Puerto Rico heimisch war. Er war nahe mit dem Haitisittich (Psittacara chloropterus) verwandt und galt zeitweise als dessen Unterart. Basierend auf einer morphologischen Studie von Storrs L. Olson aus dem Jahr 2015 wurde er 2016 von der American Ornithologists’ Union und vom International Ornithological Congress in den Artstatus erhoben. Benannt ist dieser Sittich nach dem französischen Zoologen René Maugé.

## Merkmale
Der Monasittich sah dem Haitisittich sehr ähnlich. Er erreichte eine Länge von 32 cm. Das Gefieder war überwiegend grün. Flügelbug und Unterflügeldecken waren rot und die Stirn wies manchmal rote Federn auf. Durch das grüne Gefieder schimmerten häufig einzelne rote Federn. Der Schnabel war rosa-gelb. Um die Augen herum war kahle grau-weiße Haut. Die Iris war gelblich-orange. Die Beine und Füße waren grau. Verglichen mit dem Haitisittich war der Monasittich etwas kleiner, der Schnabel dunkler, die Rotfärbung unter den Handdecken heller. Die kleinen Handdecken waren völlig grün ohne rötliche Federn.

## Aussterben
Das letzte Exemplar des Monasittichs wurde 1892 von einem Vogelsammler namens Wilmot W. Brown erlegt. Auf Puerto Rico, wo der Monasittich nur durch Erzählungen bekannt ist, starb er vermutlich gegen 1860 aus. 1883 bemerkte der puerto-ricanische Forscher Agustín Stahl im Artikel Beiträge zur Vogelfauna von Portorico:

„Dr. J. Gundlach, ein 45 Jahre in Cuba thätiger deutscher Zoolog, hat sich durch sein unermüdliches Wirken anerkennungswürdige Verdienste erworben, besonders durch seine Erforschungen unseres Thierreiches. Seine im Journale f. Ornithologie, Jahrg. 1878 S. 157 u. ff., veröffentlichte Liste und kurze Nachrichten über unsere Vögel erhebt die Zahl nur auf 153 Arten, von welchen eine, Conurus euops längst erloschen ist. Gegenwärtige Greise erinnern sich, von ihren Eltern gehört zu haben, dass dieser kleine Papagey zu jenen alten Zeiten existirte und stellenweise sogar in den Pflanzungen Schaden anrichtende Schaaren vorkamen, bald aber durch unermüdliche Verfolgung gänzlich ausgerottet ist.“

 1874 vermutete Juan Gundlach, dass der Monasittich noch in den östlichen Wäldern von Puerto Rico existieren müsste. Während James Lee Peters 1937 den Monasittich als noch existierend auf Mona einstufte, wurde er 1956 von James Bond endgültig für ausgestorben erklärt. Als Aussterbeursache gilt die Zerstörung der Wälder und die Überjagung als vermeintlicher Schädling. Heute existieren drei Museumsexemplare im Field Museum of Natural History in Chicago, im Museum Naturalis in Leiden und im Muséum national d’histoire naturelle in Paris.

## Systematik
Der Monasittich wurde 1856 von Charles de Souancé als Psittacara maugei beschrieben. 1916 wurde er von Robert Ridgway als Unterart klassifiziert. Auch wenn dieses Taxon heute weitgehend anerkannt ist, so meldete der US-amerikanische Ornithologe James Cowan Greenway 1967 Zweifel an der Validität an. Er gab an, dass von den drei existierenden Bälgen lediglich einer mit der Nominatform verglichen wurde und war der Ansicht, dass dieser kaum vom Haitisittich zu unterscheiden ist. 2015 schlug Storrs Olson vor, den Artstatus wiederherzustellen, da es morphologische Unterschiede hinsichtlich des Gefieders und des Schnabels gibt, die eine Trennung der beiden Taxa rechtfertigen würde. Des Weiteren könnten auch Funde von subfossilem Knochenmaterial auf Puerto Rico ein Indiz für eine eigenständige Art sein.